# Corydendrium brevicaulis
Corydendrium brevicaulis är en nässeldjursart som beskrevs av Hirohito 1988. Corydendrium brevicaulis ingår i släktet Corydendrium och familjen Oceanidae. Inga underarter finns listade i Catalogue of Life.